# John E. Tribby
John E. Tribby (* 30. Oktober 1903 in Marshall County, Indiana; † Februar 1983 in Roswell, New Mexico) war ein US-amerikanischer Film- und Tontechniker.

## Biografie
Tribby begann Ende der 1920er Jahre als Tontechniker im Studio Sound Department (SSD) von RKO Pictures und war erstmals 1929 bei Tanned Legs an der Erstellung eines Films beteiligt.
Bei der Oscarverleihung im November 1930 wurde er für einen Oscar für den besten Ton in dem Film Sergeant Grischa (1930) nominiert.
Weitere bekannte Filme, die unter seiner Mitarbeit als Tontechniker entstanden, waren Aufstand in Sidi Hakim (1938), Der Glöckner von Notre Dame (1939), Verdacht (1941) und Berüchtigt (1946). Tribby, der im Laufe seiner über zwanzigjährigen Tätigkeit in der Filmwirtschaft Hollywoods an der Erstellung von über 100 Filmen beteiligt war, arbeitete mit Filmregisseuren wie Herbert Brenon, George Stevens, William Dieterle und Alfred Hitchcock zusammen.